# Bahnhof Berlin-Lichtenrade
Der Bahnhof Berlin-Lichtenrade ist ein Berliner S-Bahnhof an der Berlin-Dresdener Eisenbahn im Ortsteil Lichtenrade des Bezirks Tempelhof-Schöneberg. Er wird von der Linie S2 der Berliner S-Bahn bedient.

## Geschichte und Beschreibung
Am 17. Juni 1875 wurde die Bahnstrecke von Berlin nach Dresden eröffnet. Acht Jahre später erhielt das Dorf Lichtenrade an der noch eingleisigen Strecke eine Haltestelle, die am 1. Juni 1883 eröffnet wurde. Der 30 Meter lange Seitenbahnsteig aus Kies befand sich südlich der heutigen Bahnhofstraße. Auf der Westseite verlief ab 1875 das Gleis der Preußischen Militäreisenbahn, das nach dem Ersten Weltkrieg im Jahr 1919 wieder abgebaut wurde.
1892 wurde die Strecke zweigleisig ausgebaut, nördlich der Bahnhofstraße entstand das zweigeschossige Bahnhofsgebäude in gelbem Ziegelmauerwerk. Im Erdgeschoss des schmucklosen Zweckbaus lagen die Diensträume, im Obergeschoss befand sich die Wohnung des Bahnhofsvorstehers. Nördlich davon wurde im gleichen Stil ein Beamtenwohnhaus errichtet, zwischen den beiden gab es eingeschossige Wirtschafts- und Toilettengebäude.

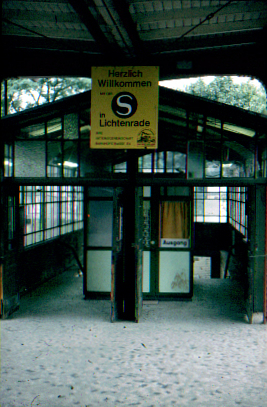
Zugangsbauwerk mit Fahrkartenschalter, 1984

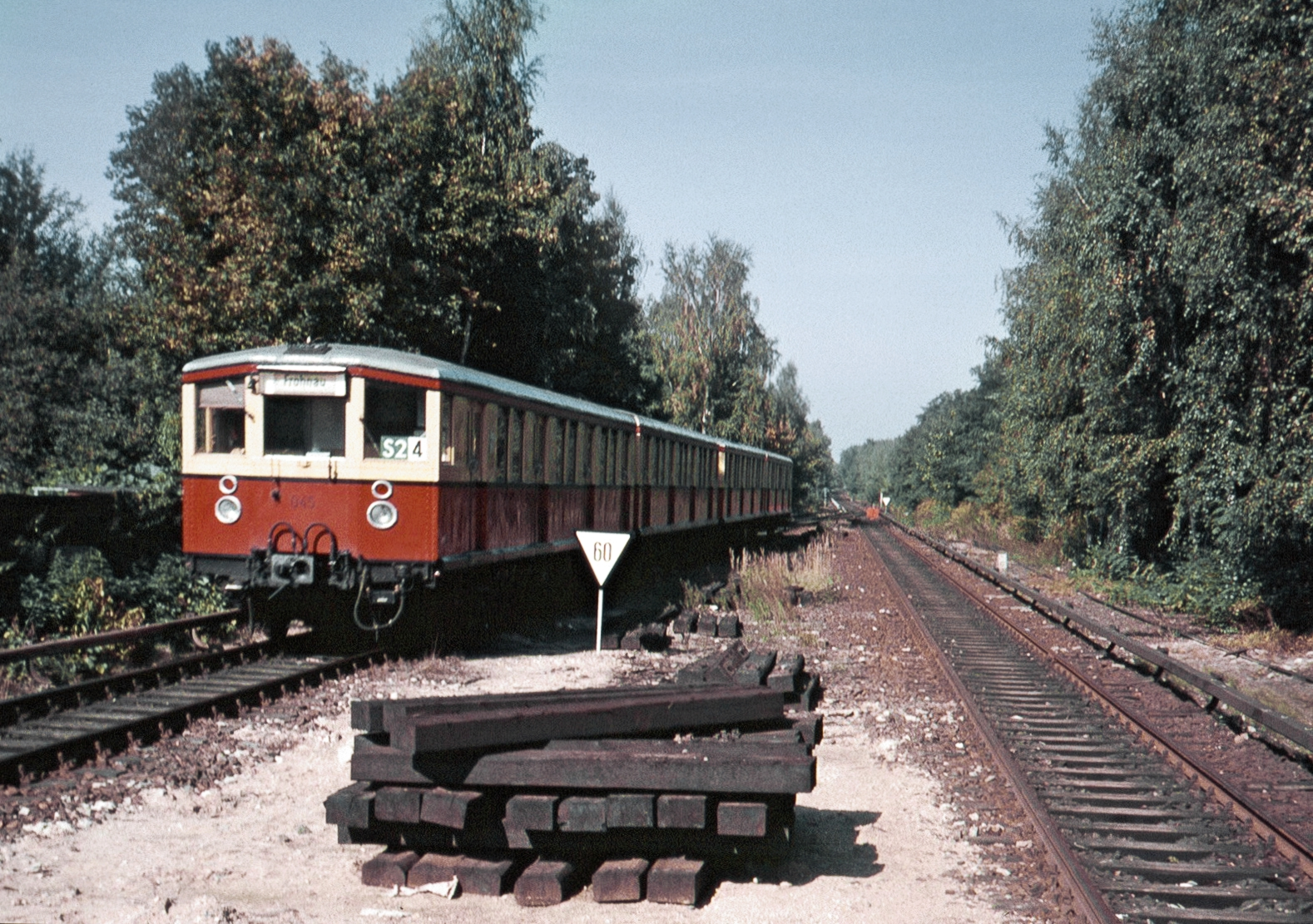
S-Bahn-Zug Baureihe 275 der BVG (bereits für die Rückfahrt beschildert) bei der Einfahrt aus der noch eingleisigen Strecke in den Bahnhof, 1986

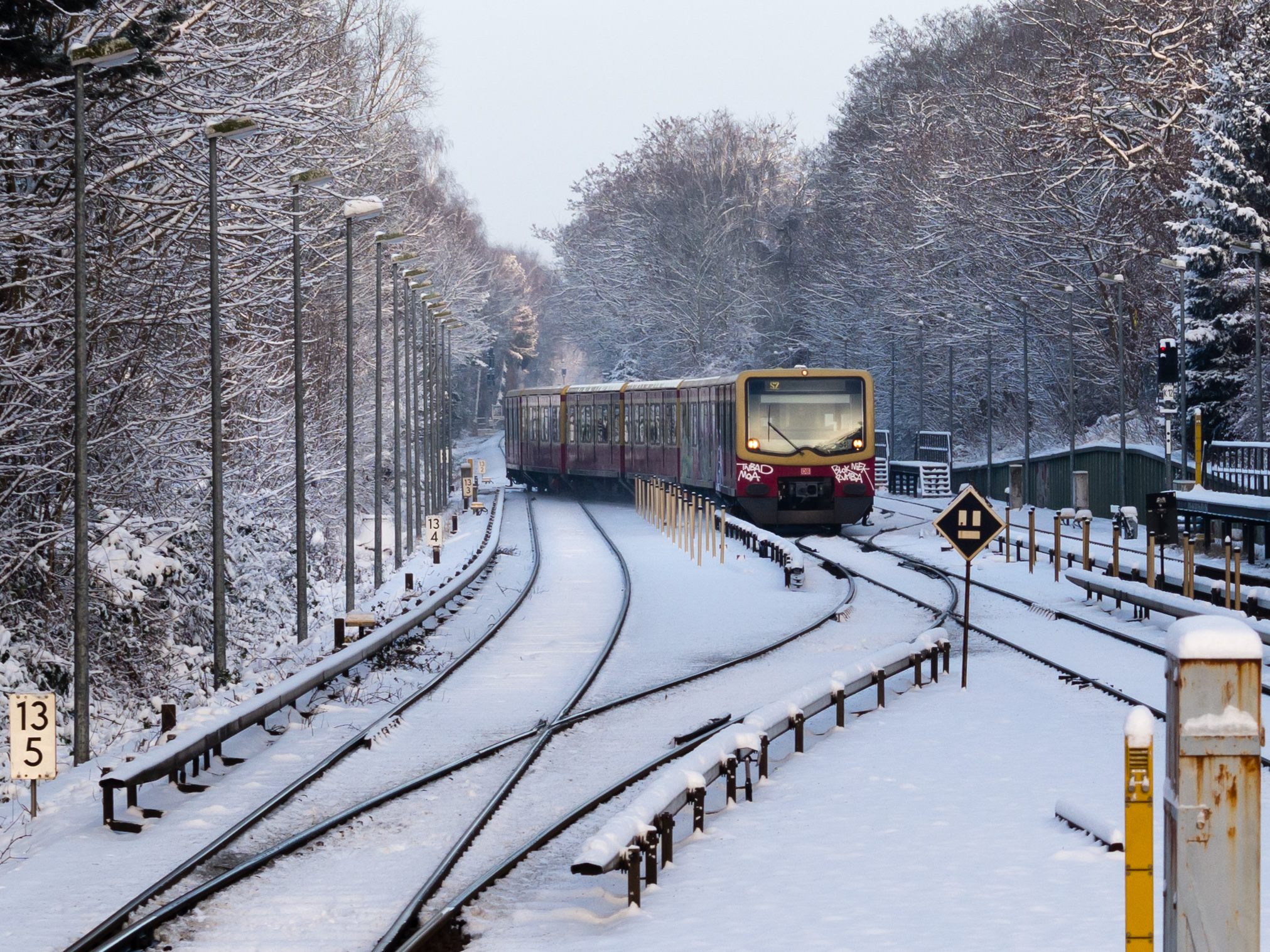
Gleiche Perspektive im Jahr 2014: Von Norden auf Gleis 2 einfahrender Zug der Baureihe 481

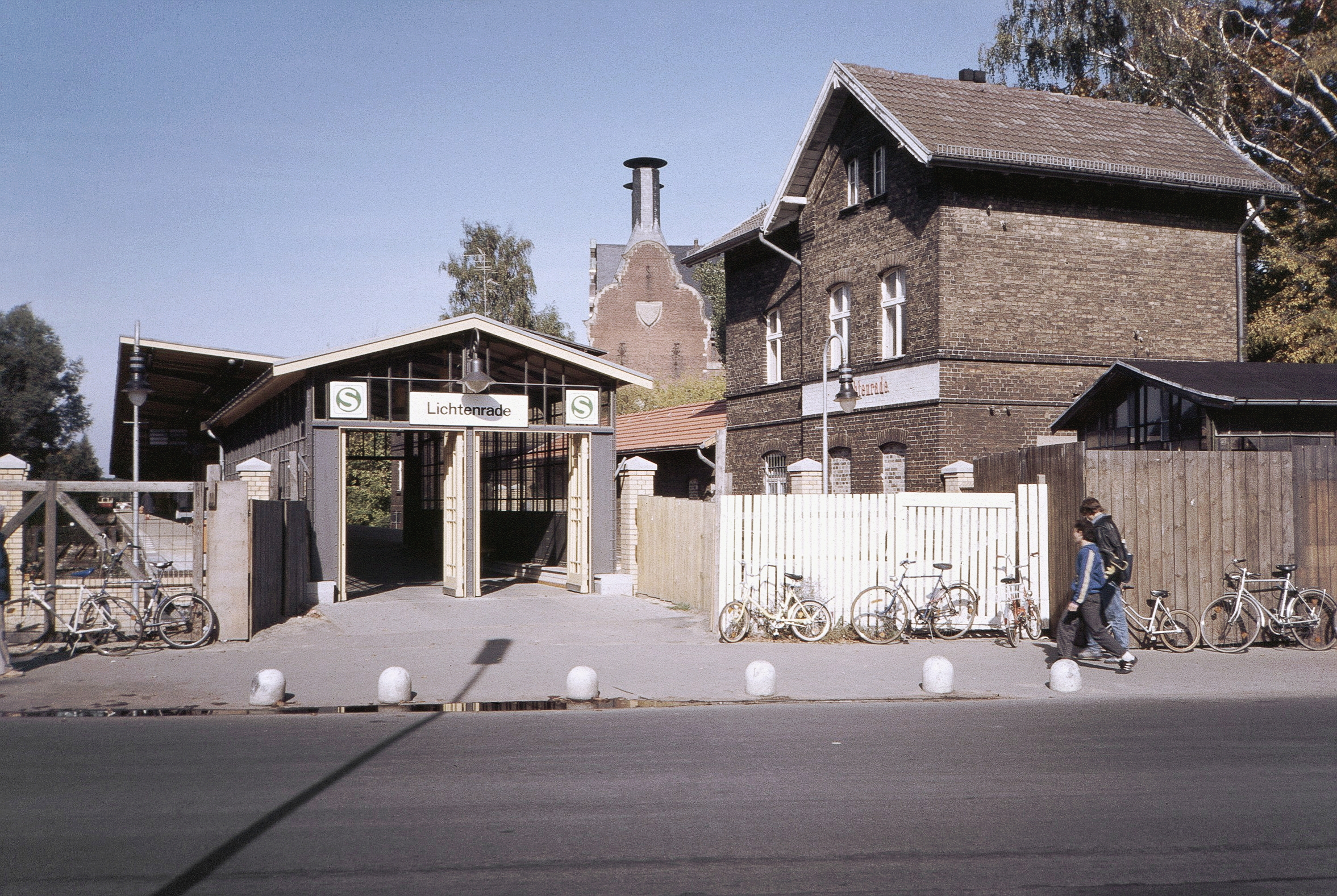
Bahnhof Lichtenrade als Endbahnhof, vorn das Bahnhofsgebäude, im Hintergrund die Mälzerei, 1986

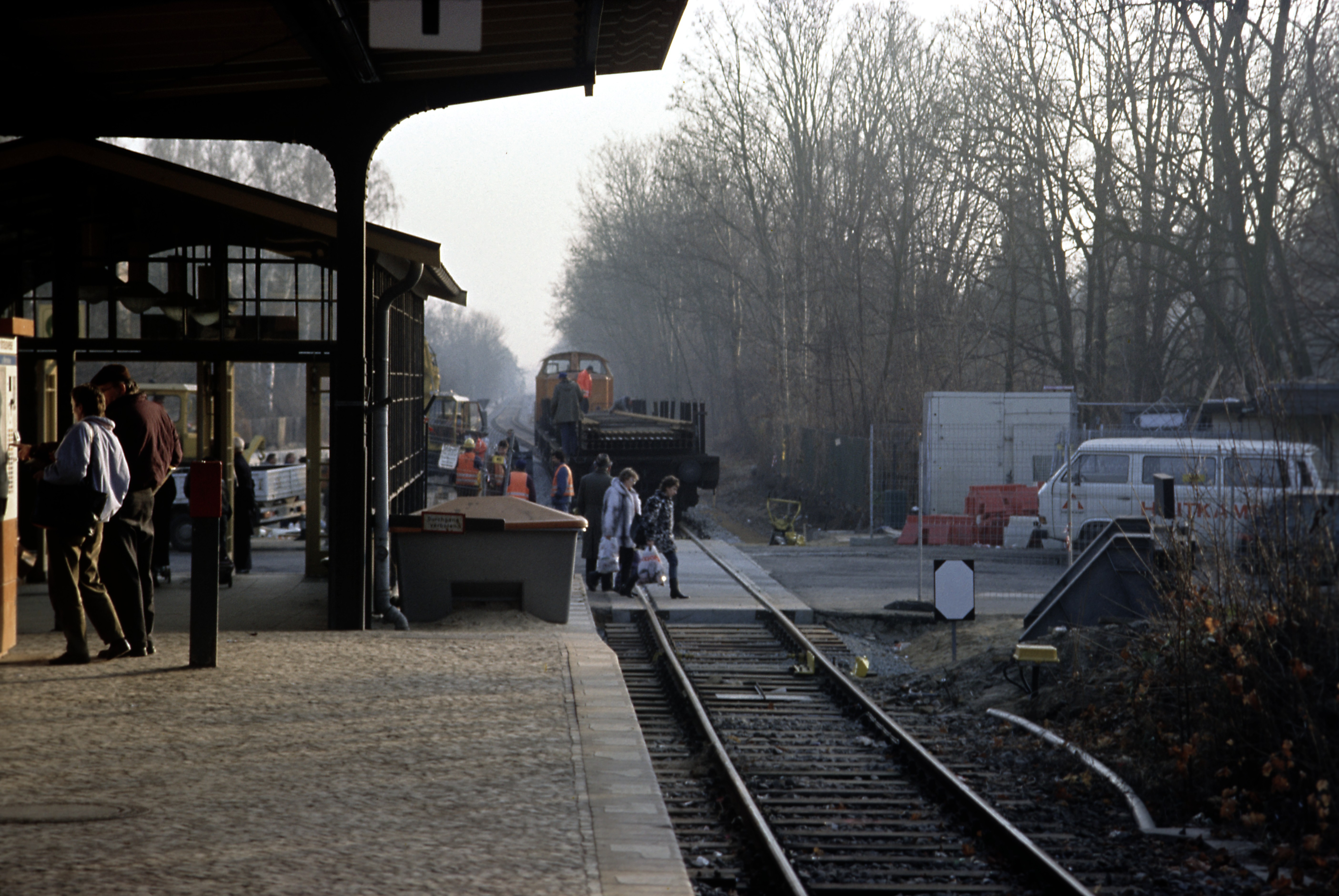
Streckenverlängerung nach Mahlow mit Bauzug südlich des Bahnübergangs Prinzessinnenstraße, 1992

Der Seitenbahnsteig wurde 1909/1910 durch einen Mittelbahnsteig an der heutigen Stelle ersetzt. An der Ostseite entstanden ein Ladegleis und der Gleisanschluss der Mälzerei Lichtenrade.
Damit die Fahrgäste auch bei geschlossener Bahnschranke des Straßenzugs Bahnhofstraße – Prinzessinnenstraße die Züge erreichen konnten, wurde von Südkopf des Bahnsteigs ein Fußgängertunnel errichtet, der sich zu beiden Straßen hin verzweigte. Über die straßenseitigen Treppen wurden verglaste Schutzhäuschen in „Gewächshausarchitektur“ gebaut, die über den Türen Schilder mit dem Bahnhofsnamen Lichtenrade trugen. An einem im dritten Schutzhäuschen am Übergang zum Bahnsteig mittig befindlichen Schalter fanden der Fahrkartenverkauf und die Fahrkartenkontrolle statt.
Die Bahnsteigüberdachung wurde mit sechzehn Mittelstützen ausgeführt. Auf dem Bahnsteig wurden ein Dienstraum, ein Warteraum und ein Toilettenhäuschen angelegt. 1925 kamen ein Kiosk und während des Zweiten Weltkriegs ein Splitterbunker hinzu. Im Zuge der Elektrifizierung der Strecke mit seitlicher Stromschiene wurde der Bahnsteig 1939 um 20 cm erhöht. Am 15. Mai 1939 begann der elektrische S-Bahn-Verkehr.
Infolge der Kampfhandlungen des Zweiten Weltkriegs ruhte der S-Bahn-Verkehr ab April 1945. Am 19. August jenes Jahres wurde der Vorortverkehr auf nur einem Gleis zunächst mit Dampflokomotiven, am 8. September dann mit elektrischen Triebwagen wieder aufgenommen. Ab 1948 gab es vorübergehend Anschlüsse mit Dieseltriebwagen in Richtung Grünau an derselben Bahnsteigkante.
Nach dem Mauerbau fand ab dem 13. August 1961 kein Zugverkehr über Lichtenrade hinaus nach Süden mehr statt, der Bahnhof wurde zum Endbahnhof. Die Bahnschranken wurden abgebaut, der Zugangstunnel behielt aber seine Funktion. Die beiden Gleise endeten an Prellböcken vor der Bahnhofstraße. Das Stellwerk Lrd am Nordkopf des Bahnhofs wurde zum Jahreswechsel 1977/78 stillgelegt, nur noch ein Bahnsteiggleis wurde fortan genutzt.
Am 9. Januar 1984 ging die Betriebsführung der S-Bahn von der Deutschen Reichsbahn an die Berliner Verkehrsbetriebe (BVG) über, Lichtenrade wurde vorerst zum Endpunkt einer (Rest-)Linie vom Anhalter Bahnhof. In jenem Jahr wurde der Zugangstunnel stillgelegt, der Bahnsteig wird seitdem ebenerdig erreicht. Der Tunnel (gedeckelt) und die drei gläsernen Schutzhäuschen des alten Zugangsbauwerks blieben aber erhalten. Zwei davon werden als Fahrradunterstand und Buswartehalle weiter genutzt, das am Bahnsteig befindliche als Durchgang auf der Rückseite geöffnet.
Beim zweigleisigen Ausbau der Strecke bis Lichtenrade wurde ein doppelter Gleiswechsel in Trapezform errichtet, zudem entstand an der Ostseite ein Abstellgleis. Der Stelltisch des neuen Stellwerks wurde im Aufsichtsgebäude untergebracht.
Nach der Wiedervereinigung wurde die Strecke über Lichtenrade hinaus eingleisig (westliches Gleis) wieder aufgebaut, der Bahnübergang wurde reaktiviert. Am 28. August 1992 ging die Streckenverlängerung, zunächst bis Mahlow, in Betrieb.
Am 3. April 2018 ging das elektronische Stellwerk Marienfelde in Betrieb, dieses steuert auch die Gleisanlagen im Bahnhof Lichtenrade. Gleichzeitig ging das neue Zugbeeinflussungssystem S-Bahn Berlin (ZBS) in Betrieb.
Entgegen dem Regelabfertigungsverfahren ZAT erfolgt auf diesem Bahnhof die Zugabfertigung durch den Fahrdienstleiter als örtliche Aufsicht.
Das Ensemble des Bahnhofs mit einigen umgebenden Bauwerken (Bahnhofsgebäude und Beamtenwohnhaus, Landhaus Lichtenrade mit Garten, Mälzerei der Schloßbrauerei Schöneberg) steht auf der Denkmalliste des Landes Berlin. Ebenfalls ist der Bahnhof mit „Bahnhofsgebäude und Beamtenwohnhaus, 1892; Mittelbahnsteig mit Mobiliar, Bahnsteighäuschen, Zugangshäuschen, 1900/10“ als Einzeldenkmal ausgewiesen.

## Zukunft

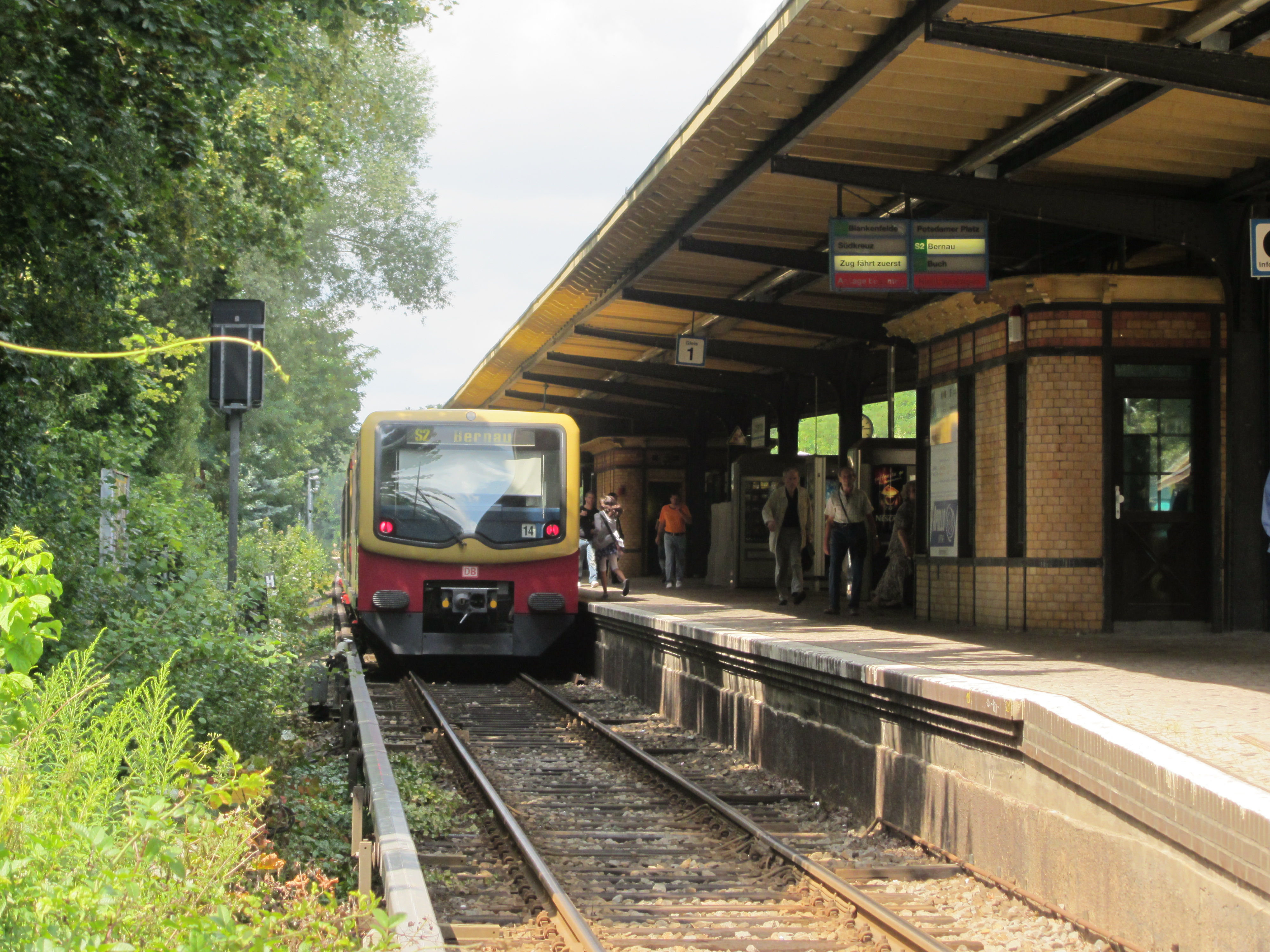
Zug der Baureihe 481 am 2021 abgebrochenen Bahnsteig auf dem westlichen Gleis 1

Im Rahmen des Wiederaufbaus der Fernbahngleise der Dresdener Bahn soll in den kommenden Jahren auch der Bahnhof Lichtenrade umfangreich umgebaut werden. Der Bahnübergang Bahnhofstraße wird durch eine Straßenunterführung ersetzt. Der S-Bahnsteig wird auf der Straßenüberführung neu errichtet und die Bushaltestellen darunter angeordnet. Das historische Bahnhofsgebäude soll ungeachtet des Denkmalschutzes, einschließlich des Mittelbahnsteigs und des Zugangs, abgebrochen werden. Bauvorbereitende Arbeiten zur Baufeldfreimachung wie Baumfällungen, Munitionssuche und Leitungsverlegungen begannen im Oktober 2017. Seit Mai 2020 ist der Bahnübergang an der Bahnhofstraße für den Autoverkehr geschlossen. In diesem Zusammenhang wurde das vormals am S-Bahnsteig endende Gleis 2 weiter in Richtung Blankenfelde durchgebunden, stattdessen endet nun das Gleis 1 am Bahnsteig.
Im Zuge der Umbauarbeiten wurde der Betrieb der S2 zwischen dem 24. Juni und dem 8. August 2021 südlich des Bahnhofs Priesterweg komplett eingestellt. In dieser Zeit wurde das Gleis 2 nach Osten verschwenkt und in Höhe der alten Mälzerei ein Behelfsbahnsteig angelegt. Bis Ende August 2021 wurde der bisherige Mittelbahnsteig vollständig abgebrochen. Das Gleis 1 endet seitdem bereits am Bahnhof Schichauweg.
Der um einige Meter seitlich versetzte Bahnhof wurde am 12. Dezember 2022 wieder in Betrieb genommen.

## Anbindung
Der Bahnhof wird von der Linie S2 der Berliner S-Bahn sowie von den Buslinien M76, 172, 175, 275 und 743 angefahren.
| Linie | Verlauf | Takt |
| ----- | --- | ---- |
|       | Bernau – Bernau-Friedenstal – Zepernick – Röntgental – Buch – Karow – Blankenburg – Pankow-Heinersdorf – Pankow – Bornholmer Straße – Gesundbrunnen – Humboldthain – Nordbahnhof – Oranienburger Straße – Friedrichstraße – Brandenburger Tor – Potsdamer Platz – Anhalter Bahnhof – Yorckstraße – Südkreuz – Priesterweg – Attilastraße – Marienfelde – Buckower Chaussee – Schichauweg – Lichtenrade – Mahlow – Blankenfelde \|\| 10 min |      |